# Prugiasco

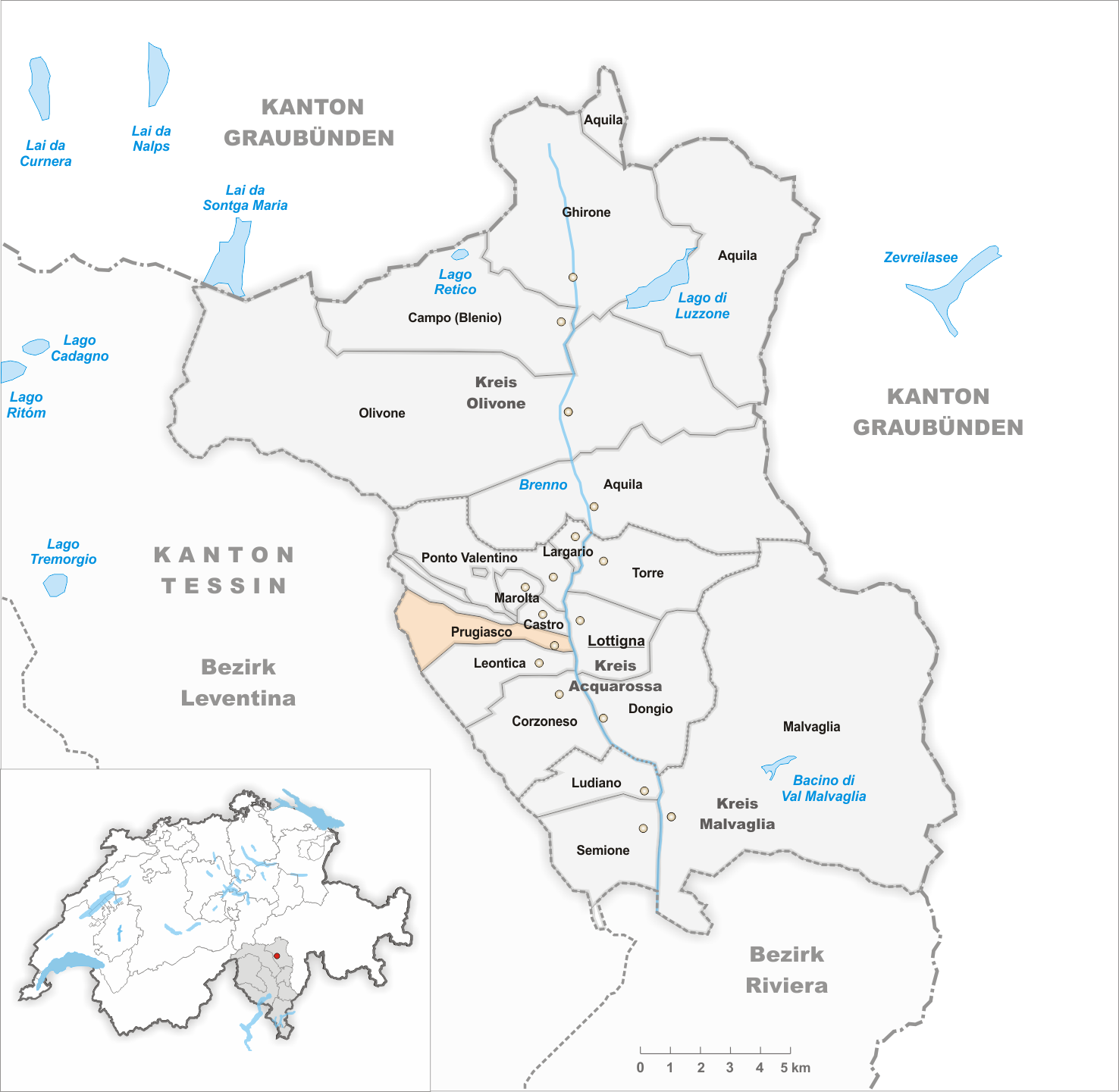
Gemeindestand vor der Fusion am 4. April 2004

Luftbild (1954)

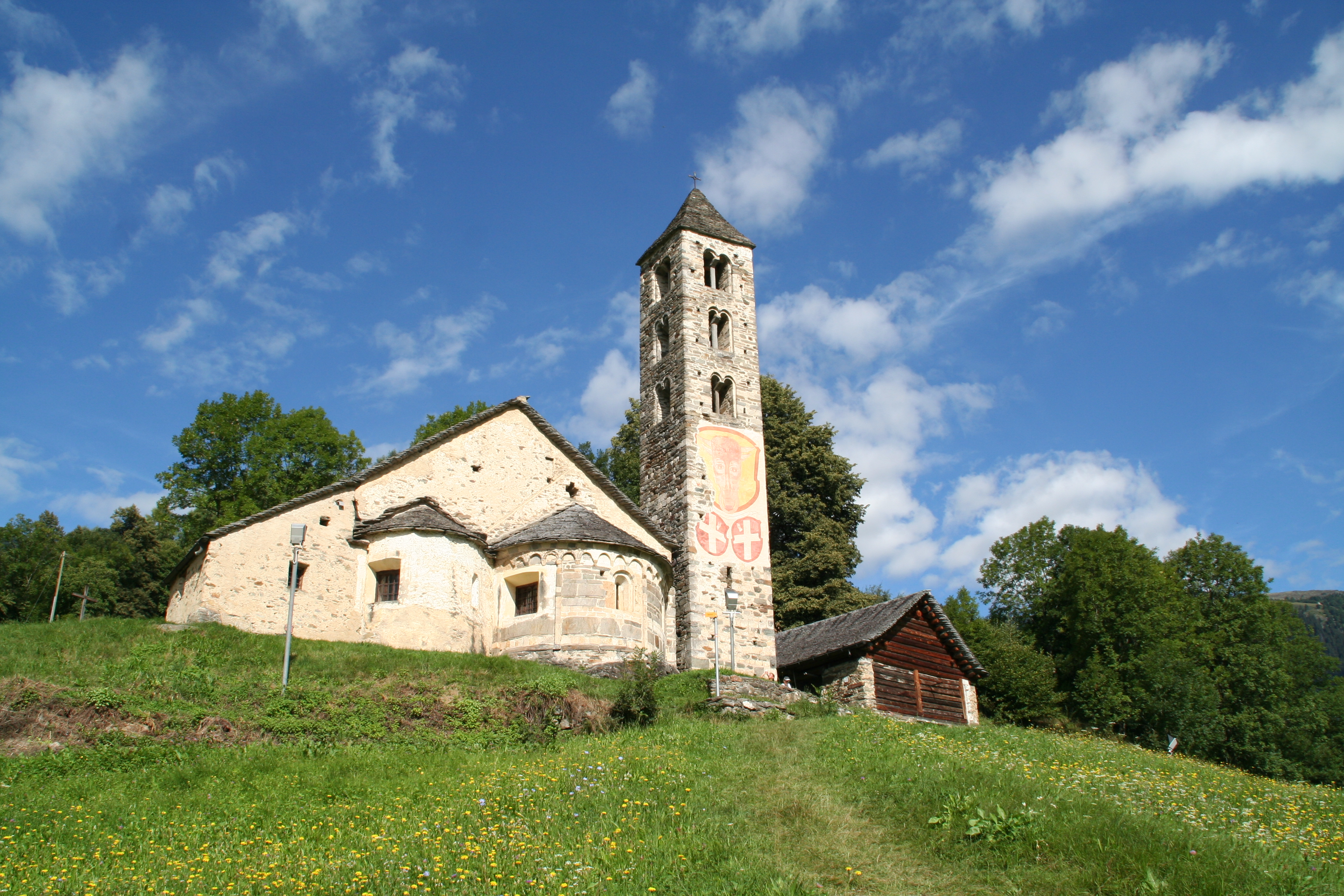
Romanische Kirche San Carlo di Negrentino

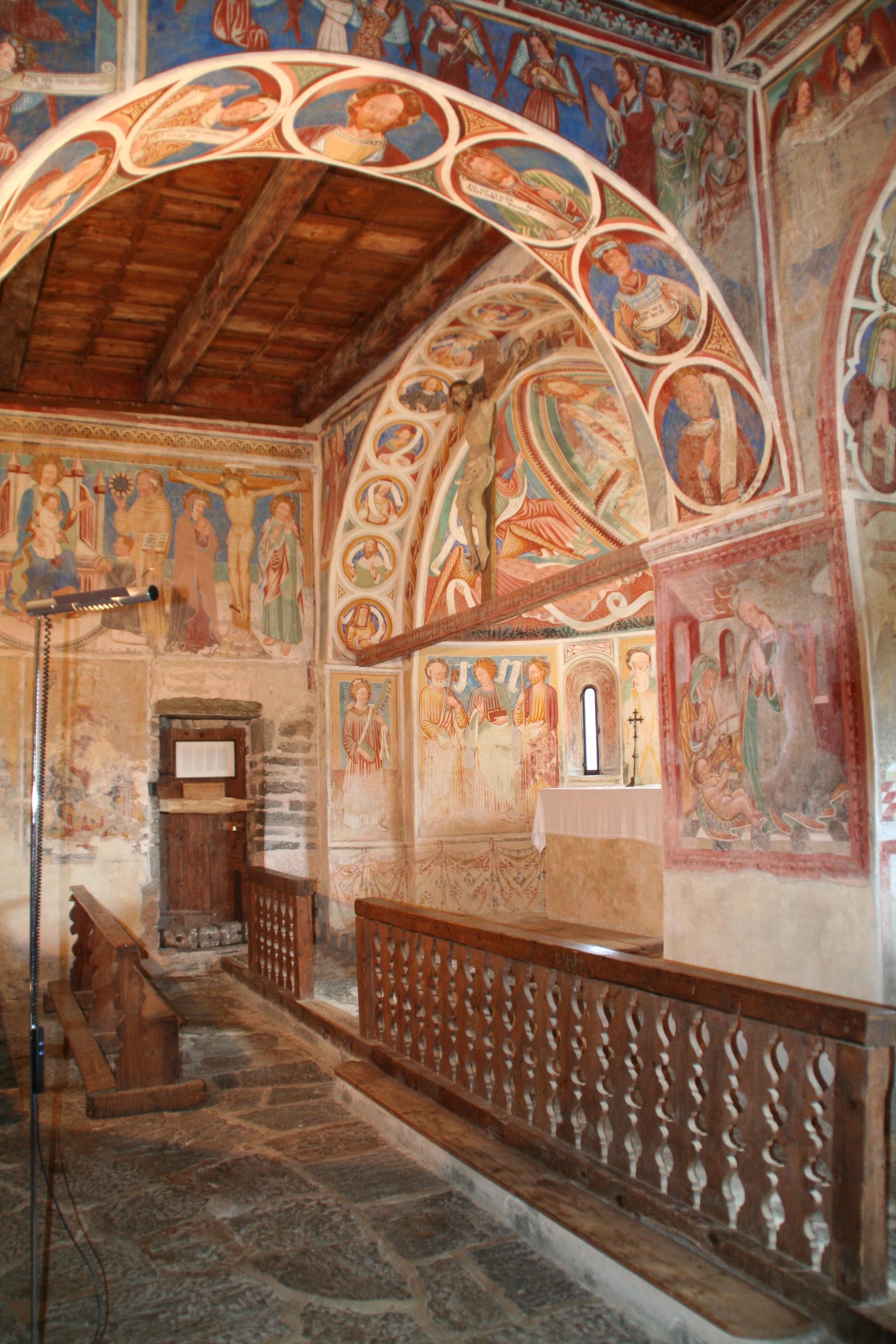
Innenansicht der Kirche San Carlo

Prugiasco (lombardisch [pruˈsask pruˈɕaʃk]) ist eine Ortschaft in der 2004 gebildeten politischen Gemeinde Acquarossa im Schweizer Kanton Tessin. Zuvor bildete sie eine eigenständige Gemeinde.

## Geographie
Das Dorf liegt auf 614 m ü. M. im mittleren Bleniotal, am rechten Ufer des Flusses Brenno und am Südostfuss des Pizzo Molare; 16 Kilometer nördlich von Biasca.

## Geschichte
Eine erste Erwähnung findet das Dorf im Jahre 1209 als Puliçasco, dann 1409 als Pruxiascho. Im Namen steckt womöglich ein lateinischer oder eher keltischer Personenname, derjenige des einstigen Besitzers der Gegend.
Im Mittelalter bildete Prugiasco zusammen mit dem in der Valle Leventina gelegenen Chiggiogna eine gemeinsame Nachbarschaft (Dorfgenossenschaft). Als die Leventina 1440–1441 vom Herzog von Mailand an Uri verpfändet und 1478 endgültig abgetreten wurde, gelangte Prugiasco ebenfalls an Uri. 1798 kam es zum neu gebildeten Kanton Bellinzona, 1803 zum neuen Kanton Tessin.
Am 4. April 2004 fusionierte Prugiasco zusammen mit Castro, Corzoneso, Dongio, Largario, Leontica, Lottigna, Marolta und Ponto Valentino zur neuen Gemeinde Acquarossa. Prugiasco bildet aber nach wie vor eine eigenständige Bürgergemeinde.

## Bevölkerung
Einwohnerzahlen: Volkszählungsdaten  Jahr 2003:

## Sehenswürdigkeiten
- Pfarrkirche Sant’Ambrogio[6]
- Kirche Sant’Ambrogio Vecchio, heute Kirche San Carlo di Negrentino, im Ortsteil Negrentino mit Fresken unter anderen des Malers Antonio da Tradate (um 1500)[7][6]
- spätmittelalterliches Martirologium (1541) im Archiv der Pfarrei[8]

## Dokumentarfilme
- Chronik von Prugiasco. Dokumentarfilm (1978) von Remo Legnazzi[9]
- Gli ultimi contadini di montagna di Prugiasco. Dokumentarfilm (2007) von Remo Legnazzi[10]

## Persönlichkeiten
- Giacomo de Prugiasco (* um 1430 in Prugiasco; † nach 1495 in Mailand ?), Koch, geheimer Rat des Herzogs von Mailand, Podestà von Blenio[11]